# 福爾圖爾
福爾圖爾是哥倫比亞的城鎮，位於該國東北部，由阿勞卡省負責管轄，距離首府阿勞卡132公里，始建於1989年12月15日，面積1,125平方公里，海拔高度246米，2005年人口15,500。
6°47′32″N 71°46′32″W / 6.79222°N 71.7756°W